# Erlend Hoff
Erlend Hoff (* 22. August 1978) ist ein ehemaliger norwegischer Skilangläufer.

## Werdegang
Hoff, der für den Medkila Skilag startete, lief im Januar 2000 in Nybygda sein erstes Rennen im Continental-Cup. Dort belegte er den 53. Platz über 10 km klassisch. In der Saison 2007/08 erreichte mit zwei neunten Plätzen und dem dritten Platz über 15 km klassisch in Vuokatti seine ersten Top-Zehn-Platzierungen im Scandinavian Cup. Er belegte damit den 14. Platz in der Gesamtwertung. Sein erstes von insgesamt drei Weltcuprennen absolvierte er im März 2008 in Oslo. Er kam dabei auf den 18. Platz über 50 km Freistil und holte damit seine ersten Weltcuppunkte. Im folgenden Jahr gewann er mit dem 19. Platz im 50-km-Massenstartrennen in Trondheim erneut Weltcuppunkte. Bei den norwegischen Meisterschaften 2009 wurde er Dritter über 50 km Freistil. Sein letztes Weltcuprennen lief er im November 2009 in Beitostølen, welches er auf dem 74. Platz über 15 km Freistil beendete.